# 瑞耶 (芒什省)
瑞耶（法語：Juilley，法語發音：[ʒɥijɛ]）是法国芒什省的一个市镇，属于阿夫朗什区。

## 地理
瑞耶（48°35'58"N, 1°20'38"W）面积11.23 平方千米，位于法国诺曼底大区芒什省，该省份为法国西北部沿海省份，西、北、东北三面环大西洋，东起顺时针与卡爾瓦多斯省、奧恩省、马耶讷省和伊勒-维莱讷省接壤。
与瑞耶接壤的市镇（或旧市镇、城区）包括：蓬托博、克罗隆、波耶、普雷塞、圣欧班德泰尔加特、圣瑟涅德伯夫龙、圣雅姆。

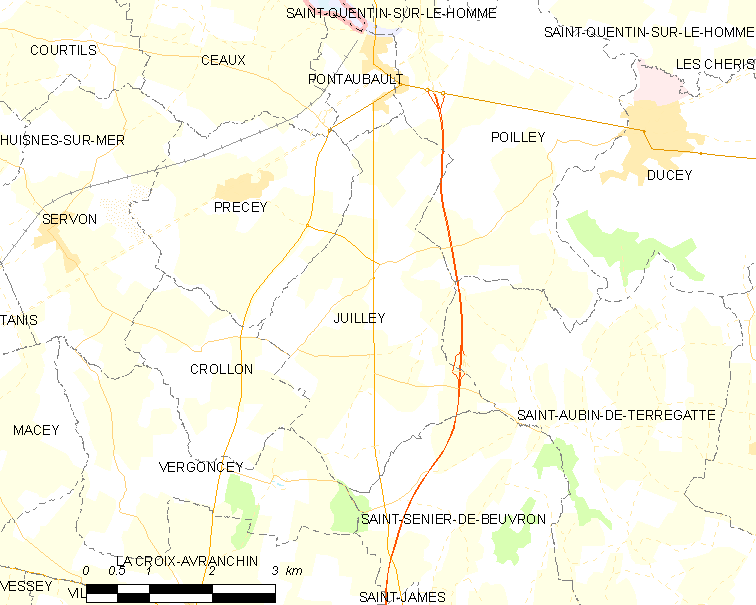
的OSM定位图

瑞耶的时区为UTC+01:00、UTC+02:00（夏令时）。

## 行政
瑞耶的邮政编码为50220，INSEE市镇编码为50259。

## 政治
瑞耶所属的省级选区为蓬托尔松县。

## 人口

1962-2008年间人口变化图示

瑞耶于2022年1月1日时的人口数量为664人。